# Henning Strümpell
Henning Strümpell (* 28. August 1912 in Berlin; † 31. Juli 2003) war ein deutscher Offizier in der Luftwaffe der Wehrmacht und später der Luftwaffe der Bundeswehr.

## Leben
Strümpell trat 1932 in das Heer der Reichswehr ein, besuchte 1934 die Jagdfliegerschule Schleissheim und wechselte 1935 zur neu entstandenen Luftwaffe. Nachdem er im Oktober 1936 zum Oberleutnant befördert worden war, ging er zur Jagdgruppe 88, die als Teil der Legion Condor im Spanischen Bürgerkrieg eingesetzt war. Im Mai 1937 endete sein Einsatz und er übernahm am 24. August als Staffelkapitän die 3. Staffel des Jagdgeschwaders 132. Am 1. November wurde sein Geschwader in Jagdgeschwader 131 und am 1. Mai 1939 in Jagdgeschwader 2 „Richthofen“ umbenannt, in dem er weiter die 3. Staffel anführte. Im Oktober 1939 erreichte ihn die Beförderung zum Hauptmann und ab 10. Mai nahm er mit seiner Staffel, ausgerüstet mit der Messerschmitt Bf 109E, am Westfeldzug teil. Am 29. Mai übernahm er als Gruppenkommandeur die I. Gruppe des Jagdgeschwaders 2, wo er im Juli 1940 zum Major aufstieg. Anschließend übernahm er ab dem 5. September 1940 die Aufgabe als Gruppenleiter in der Jagdfliegerschule 4, aus der er Ende Dezember 1940 wieder ausschied und zur Jagdfliegervorschule 2 in Lachen-Speyersdorf wechselte.
Am 31. Juli 1941 übernahm er die Aufgabe eines Jagdfliegerführers Nordnorwegen (Ost) und war gleichzeitig Kommandeur der Jagdgruppe z.b.V., bevor er am 1. Januar 1942 als Gruppenkommandeur die II. Gruppe des Jagdgeschwaders 5 übernahm. Seine Gruppe mit ihren Jagdflugzeugen vom Typ Messerschmitt Bf 109E war in Petsamo im äußersten Norden am Nordmeer beheimatet. Im April kehrte er als Kommandeur der Jagdfliegervorschule 1 wieder nach Deutschland zurück, bevor er am 1. Oktober die Jagdfliegervorschule 2 und am 9. November die Jagdfliegerschule 6 übernahm. Am 20. März 1943 wurde die Schule in Jagdgeschwader 106 umbenannt und er damit zum Geschwaderkommodore. In dieser Rolle wurde er am 1. Mai 1944 zum Oberstleutnant befördert und wechselte zum 15. Oktober 1944 in gleicher Funktion zum Jagdgeschwader 107. Dort erlebte er das Kriegsende.
Strümpell trat 1956 in die Luftwaffe der Bundeswehr ein und ging am 30. September 1968 als Brigadegeneral in den Ruhestand.
Strümpell war einer von zwei Protagonisten des Dokumentarfilms Unversöhnliche Erinnerungen der Regisseure Klaus Volkenborn, Johann Feindt und Karl Siebig, in dem er ein Interview über seine Teilnahme am Spanischen Bürgerkrieg gab. Der Film lief 1979 im Fernsehen und erhielt den Preis der deutschen Filmkritik in der Kategorie „Bester Dokumentarfilm“.